# Indian Premier League 2013
Die Indian Premier League 2013 war die sechste Saison des im Twenty20-Format ausgetragenen Wettbewerbes für indische Cricket-Teams und fand zwischen dem 3. April und 26. Mai 2013 statt. Nachdem das Franchise der Deccan Chargers aus finanziellen Gründen ausgeschlossen wurde, nahmen die Sunrisers Hyderabad erstmals an der IPL teil. Eröffnungsspiel und das Finale wurden im Eden Gardens in Kalkutta ausgetragen. Im Finale setzten sich die Mumbai Indians mit 23 Runs gegen die Chennai Super Kings durch.

## Teilnehmer
Die neun teilnehmenden Franchises aus Indien waren:
- Chennai Super Kings
- Delhi Daredevils
- Kolkata Knight Riders
- Kings XI Punjab
- Mumbai Indians
- Pune Warriors India
- Rajasthan Royals
- Royal Challengers Bangalore
- Sunrisers Hyderabad

## Austragungsorte
| Stadt      | Stadion                                    | Kapazität | Heimmannschaft              |
| ---------- | ------------------------------------------ | --------- | --------------------------- |
| Bangalore  | M. Chinnaswamy Stadium                     | 45.000    | Royal Challengers Bangalore |
| Chennai    | M. A. Chidambaram Stadium                  | 50.000    | Chennai Super Kings         |
| Delhi      | Feroz Shah Kotla                           | 48.000    | Delhi Daredevils            |
| Dharamsala | HPCA Stadium                               | 23.000    | Kings XI Punjab             |
| Hyderabad  | Rajiv Gandhi International Cricket Stadium | 40.000    | Sunrisers Hyderabad         |
| Jaipur     | Sawai Mansingh Stadium                     | 30.000    | Rajasthan Royals            |
| Kalkutta   | Eden Gardens                               | 65.000    | Kolkata Knight Riders       |
| Mohali     | Punjab Cricket Association Stadium         | 30.000    | Kings XI Punjab             |
| Mumbai     | Wankhede Stadium                           | 33.000    | Mumbai Indians              |
| Pune       | Subrata Roy Sahara Stadium                 | 55.000    | Pune Warriors               |
| Ranchi     | JSCA International Cricket Stadium         | 35.000    | Kolkata Knight Riders       |
| Raipur     | Raipur International Cricket Stadium       | 65.000    | Delhi Daredevils            |

## Format
Das Turnier unterteilt sich in zwei Phasen. In der Vorrunde tritt jede Mannschaft gegen jede andere in einem Heim- und einem Auswärtsspiel an, was zu 72 Vorrundenspielen führt. Dabei gibt es für einen Sieg zwei, für eine Niederlage keine Punkte. Sollte kein Resultat festgestellt werden können, bekommen beide Teams jeweils einen Punkt. Bei einem Unentschieden nach der regulären Zahl der Over wird zur Entscheidung ein Super Over durchgeführt. Die Playoffs werden im Page-Playoff-System ausgetragen. Dabei treten in einer ersten Runde der Vorrundenerste gegen den -zweiten und der Vorrundendritte gegen den -vierten an. Der Sieger des ersten Spieles ist fürs Finale direkt qualifiziert. Der Verlierer tritt gegen den Sieger des zweiten Spieles an, dessen Sieger sich wiederum für das Finale qualifiziert.

## Ausschluss sri-lankischer Spieler in Chennai
Im März 2013 entschied der BCCI als Ligaverwalter, dass an in Chennai ausgetragenen Spielen keine sri-lankischen Spieler oder Offizielle teilnehmen dürfen. Dies betrifft insgesamt 13 Spieler aller Mannschaften und zwei Spieler, Nuwan Kulasekara und Akila Dananjaya, der in Chennai ansässigen Chennai Super Kings. Die Chief Ministerin J. Jayalalithaa des indischen Bundesstaates Tamil Nadu, in dem Chennai liegt, hatte um diesen Ausschluss gebeten und nannte die ethnischen Spannungen innerhalb Sri Lankas bezüglich der Tamilen als Grund. Als Konsequenz forderten mehrere Franchises die Play-off-Spiele, die in Chennai angesetzt sind, von dort abzuziehen.

## Resultate

### Tabelle
| Teams (Stand: 19.05.2013) | Sp. | S  | N  | NR | P  | NRR    |
| ------------------------- | --- | -- | -- | -- | -- | ------ |
| Chennai Super Kings       | 16  | 11 | 5  | 0  | 22 | +0.530 |
| Mumbai Indians            | 16  | 11 | 5  | 0  | 22 | +0.322 |
| Rajasthan Royals          | 16  | 10 | 6  | 0  | 20 | +0.322 |
| Sunrisers Hyderabad       | 16  | 10 | 6  | 0  | 20 | +0.003 |
| Royal Chall. Bangalore    | 16  | 9  | 7  | 0  | 18 | +0.457 |
| Kings XI Punjab           | 16  | 8  | 8  | 0  | 16 | +0.226 |
| Kolkata Knight Riders     | 16  | 6  | 10 | 0  | 12 | −0.065 |
| Pune Warriors             | 16  | 4  | 12 | 0  | 8  | −1.006 |
| Delhi Daredevils          | 16  | 3  | 13 | 0  | 6  | −0.848 |

| Qualifiziert fürs Halbfinale |
| ---------------------------- |

## Spiele

### Gruppenphase
| 3. April Scorecard | Kalkutta | Delhi Daredevils 128 (20)     | – | Kolkata Knight Riders 129-4 (18.4) |
|                    |          | Kolkata gewinnt mit 6 Wickets |   |                                    |

| 4. April Scorecard | Bangalore | Royal Chall. Bangalore 156-5 (20)              | – | Mumbai Indians 154-5 (20) |
|                    |           | Royal Challengers Bangalore gewinnt mit 2 Runs |   |                           |

| 5. April Scorecard | Hyderabad | Sunrisers Hyderabad 126-6 (20)          | – | Pune Warriors 104 (18.5) |
|                    |           | Sunrisers Hyderabad gewinnt mit 22 Runs |   |                          |

| 6. April Scorecard | Delhi | Rajasthan Royals 165-7 (20)         | – | Delhi Daredevils 160-6 (20) |
|                    |       | Rajasthan Royals gewinnt mit 5 Runs |   |                             |

| 6. April Scorecard | Chennai | Mumbai Indians 146-6 (20)         | – | Chennai Super Kings 139-9 (20) |
|                    |         | Mumbai Indians gewinnt mit 9 Runs |   |                                |

| 7. April Scorecard | Pune | Pune Warriors 99-9 (20)               | – | Kings XI Punjab 100-2 (12.2) |
|                    |      | Kings XI Punjab gewinnt mit 8 Wickets |   |                              |

| 7. April Scorecard | Hyderabad | Royal Chall. Bangalore 130-8 (20) / 15/0 (1.0) | – | Sunrisers Hyderabad 130-7 (20) / 20/0 (1.0) |
|                    |           | Sunrisers Hyderabad gewinnt im Super Over      |   |                                             |

| 8. April Scorecard | Jaipur | Rajasthan Royals 144-6 (20)          | – | Kolkata Knight Riders 125 (29) |
|                    |        | Rajasthan Royals gewinnt mit 19 Runs |   |                                |

| 9. April Scorecard | Bangalore | Sunrisers Hyderabad 161-6 (20)                    | – | Royal Chall. Bangalore 162-3 (17.4) |
|                    |           | Royal Challengers Bangalore gewinnt mit 7 Wickets |   |                                     |

| 9. April Scorecard | Mumbai | Mumbai Indians 209-5 (20)          | – | Delhi Daredevils 165-9 (20) |
|                    |        | Mumbai Indians gewinnt mit 44 Runs |   |                             |

| 10. April Scorecard | Mohali | Kings XI Punjab 138 (19.5)     | – | Chennai Super Kings 139-0 (17.2) |
|                     |        | Chennai gewinnt mit 10 Wickets |   |                                  |

| 11. April Scorecard | Bangalore | Kolkata Knight Riders 154-8 (20)                  | – | Royal Chall. Bangalore 158-2 (17.3) |
|                     |           | Royal Challengers Bangalore gewinnt mit 8 Wickets |   |                                     |

| 11. April Scorecard | Pune | Rajasthan Royals 145-5 (20)         | – | Pune Warriors 148-3 (18.4) |
|                     |      | Pune Warriors gewinnt mit 7 Wickets |   |                            |

| 12. April Scorecard | Delhi | Delhi Daredevils 114-8 (20)               | – | Sunrisers Hyderabad 115-7 (19.2) |
|                     |       | Sunrisers Hyderabad gewinnt mit 3 Wickets |   |                                  |

| 13. April Scorecard | Mumbai | Mumbai Indians 183-3 (20)  | – | Pune Warriors 142-8 (20) |
|                     |        | Mumbai gewinnt mit 41 Runs |   |                          |

| 13. April Scorecard | Chennai | Royal Chall. Bangalore 183-3 (20)         | – | Chennai Super Kings 142-8 (20) |
|                     |         | Chennai Super Kings gewinnt mit 4 Wickets |   |                                |

| 14. April Scorecard | Kalkutta | Kolkata Knight Riders 180-4 (20)          | – | Sunrisers Hyderabad 132-7 (20) |
|                     |          | Kolkata Knight Riders gewinnt mit 48 Runs |   |                                |

| 14. April Scorecard | Jaipur | Kings XI Punjab 124-10 (18.5)          | – | Rajasthan Royals 126-4 (19.2) |
|                     |        | Rajasthan Royals gewinnt mit 6 Wickets |   |                               |

| 15. April Scorecard | Chennai | Pune Warriors 159-5 (20)          | – | Chennai Super Kings 135-8 (20) |
|                     |         | Pune Warriors gewinnt mit 24 Runs |   |                                |

| 16. April Scorecard | Mohali | Kolkata Knight Riders 153-9 (20)   | – | Kings XI Punjab 157-9 (20) |
|                     |        | Kings XI Punjab gewinnt mit 4 Runs |   |                            |

| 16. April Scorecard | Bangalore | Delhi Daredevils 152-5 (20) / 11/2 (1.0)    | – | Royal Chall. Bangalore 152-7 (20) / 15/0 (1.0) |
|                     |           | Challengers Bangalore gewinnt im Super Over |   |                                                |

| 17. April Scorecard | Pune | Sunrisers Hyderabad 119-8 (20)      | – | Pune Warriors 108 (19) |
|                     |      | Sunrisers Hyderabad gewinnt 11 Runs |   |                        |

| 17. April Scorecard | Jaipur | Rajasthan Royals 179-3 (20)          | – | Mumbai Indians 92 (18.2) |
|                     |        | Rajasthan Royals gewinnt mit 87 Runs |   |                          |

| 18. April Scorecard | Delhi | Chennai Super Kings 169-4 (20)          | – | Delhi Daredevils 83 (17.3) |
|                     |       | Chennai Super Kings gewinnt mit 86 Runs |   |                            |

| 19. April Scorecard | Hyderabad | Kings XI Punjab 123-9 (20)                | – | Sunrisers Hyderabad 127-5 (18.5) |
|                     |           | Sunrisers Hyderabad gewinnt mit 5 Wickets |   |                                  |

| 20. April Scorecard | Kalkutta | Kolkata Knight Riders 119-9 (20)          | – | Chennai Super Kings 124-6 (19.1) |
|                     |          | Chennai Super Kings gewinnt mit 4 Wickets |   |                                  |

| 20. April Scorecard | Bangalore | Rajasthan Royals 117 (19.4)                       | – | Royal Chall. Bangalore 123-3 (17.5) |
|                     |           | Royal Challengers Bangalore gewinnt mit 7 Wickets |   |                                     |

| 21. April Scorecard | Delhi | Mumbai Indians 161-4 (20)              | – | Delhi Daredevils 165-1 (17) |
|                     |       | Delhi Daredevils gewinnt mit 9 Wickets |   |                             |

| 21. April Scorecard | Mohali | Pune Warriors 185-4 (20)              | – | Kings XI Punjab 186-3 (19.3) |
|                     |        | Kings XI Punjab gewinnt mit 7 Wickets |   |                              |

| 22. April Scorecard | Chennai | Rajasthan Royals 185-4 (20)               | – | Chennai Super Kings 186-5 (19.5) |
|                     |         | Chennai Super Kings gewinnt mit 5 Wickets |   |                                  |

| 23. April Scorecard | Bangalore | Royal Chall. Bangalore 263-5 (20) | – | Pune Warriors 133-9 (20) |
|                     |           | Royal Challengers Bangalore       |   |                          |

| 23. April Scorecard | Delhi | Delhi Daredevils 120-7 (20)           | – | Kings XI Punjab 121-5 (17) |
|                     |       | Kings XI Punjab gewinnt mit 5 Wickets |   |                            |

| 24. April Scorecard | Kalkutta | Kolkata Knight Riders 159-6 (20)     | – | Mumbai Indians 162-5 (19.5) |
|                     |          | Mumbai Indians gewinnt mit 5 Wickets |   |                             |

| 25. April Scorecard | Chennai | Sunrisers Hyderabad 159-6 (20)            | – | Chennai Super Kings 160-5 (19.4) |
|                     |         | Chennai Super Kings gewinnt mit 5 Wickets |   |                                  |

| 26. April Scorecard | Kalkutta | Kings XI Punjab 149-6 (20) | – | Kolkata Knight Riders 150-4 (18.2) |
|                     |          | Kolkata Knight Riders      |   |                                    |

| 27. April Scorecard | Jaipur | Sunrisers Hyderabad 144-9 (20)         | – | Rajasthan Royals 146-2 (17.5) |
|                     |        | Rajasthan Royals gewinnt mit 8 Wickets |   |                               |

| 27. April Scorecard | Mumbai | Mumbai Indians 194-7 (20)          | – | Royal Chall. Bangalore 136-7 (20) |
|                     |        | Mumbai Indians gewinnt mit 58 Runs |   |                                   |

| 28. April Scorecard | Chennai | Chennai Super Kings 200-3 (20)          | – | Kolkata Knight Riders 186-4 (20) |
|                     |         | Chennai Super Kings gewinnt mit 14 Runs |   |                                  |

| 28. April Scorecard | Raipur | Delhi Daredevils 164-5 (20)          | – | Pune Warriors 149-4 (20) |
|                     |        | Delhi Daredevils gewinnt mit 15 Runs |   |                          |

| 29. April Scorecard | Jaipur | Royal Chall. Bangalore 171-6 (20)      | – | Rajasthan Royals 173-6 (19.5) |
|                     |        | Rajasthan Royals gewinnt mit 4 Wickets |   |                               |

| 29. April Scorecard | Mumbai | Mumbai Indians 174-3 (20)         | – | Kings XI Punjab 170 (20) |
|                     |        | Mumbai Indians gewinnt mit 4 Runs |   |                          |

| 30. April Scorecard | Pune | Chennai Super Kings 164-3 (20)          | – | Pune Warriors 127-9 (20) |
|                     |      | Chennai Super Kings gewinnt mit 37 Runs |   |                          |

| 1. Mai Scorecard | Hyderabad | Mumbai Indians 129-4 (20)                 | – | Sunrisers Hyderabad 130-3 (18) |
|                  |           | Sunrisers Hyderabad gewinnt mit 7 Wickets |   |                                |

| 1. Mai Scorecard | Raipur | Kolkata Knight Riders 136-7 (20)       | – | Delhi Daredevils 137-3 (17.5) |
|                  |        | Delhi Daredevils gewinnt mit 7 Wickets |   |                               |

| 2. Mai Scorecard | Chennai | Chennai Super Kings 186-4 (20)          | – | Kings XI Punjab 171-6 (20) |
|                  |         | Chennai Super Kings gewinnt mit 15 Runs |   |                            |

| 2. Mai Scorecard | Pune | Royal Chall. Bangalore 187-3 (20)               | – | Pune Warriors 170-9 (20) |
|                  |      | Royal Challengers Bangalore gewinnt mit 17 Runs |   |                          |

| 3. Mai Scorecard | Kalkutta | Rajasthan Royals 132-6 (20)                 | – | Kolkata Knight Riders 133-2 (17.2) |
|                  |          | Kolkata Knight Riders gewinnt mit 8 Wickets |   |                                    |

| 4. Mai Scorecard | Hyderabad | Delhi Daredevils 80 (19.1)                | – | Sunrisers Hyderabad 81-4 (13.5) |
|                  |           | Sunrisers Hyderabad gewinnt mit 6 Wickets |   |                                 |

| 5. Mai Scorecard | Mumbai | Mumbai Indians 139-5 (20)          | – | Chennai Super Kings 79 (15.2) |
|                  |        | Mumbai Indians gewinnt mit 60 Runs |   |                               |

| 5. Mai Scorecard | Jaipur | Pune Warriors 178-4 (20)               | – | Rajasthan Royals 182-5 (19.5) |
|                  |        | Rajasthan Royals gewinnt mit 5 Wickets |   |                               |

| 6. Mai Scorecard | Mohali | Royal Chall. Bangalore 190-3 (20)     | – | Kings XI Punjab 194-4 (18) |
|                  |        | Kings XI Punjab gewinnt mit 6 Wickets |   |                            |

| 7. Mai Scorecard | Jaipur | Delhi Daredevils 154-4 (20)            | – | Rajasthan Royals 155-1 (17.5) |
|                  |        | Rajasthan Royals gewinnt mit 9 Wickets |   |                               |

| 7. Mai Scorecard | Mumbai | Mumbai Indians 170-6 (20)          | – | Kolkata Knight Riders 105 (18.2) |
|                  |        | Mumbai Indians gewinnt mit 65 Runs |   |                                  |

| 8. Mai Scorecard | Hyderabad | Chennai Super Kings 223-3 (20)          | – | Sunrisers Hyderabad 146-8 (20) |
|                  |           | Chennai Super Kings gewinnt mit 77 Runs |   |                                |

| 9. Mai Scorecard | Mohali | Kings XI Punjab 145-6 (20)             | – | Rajasthan Royals 147-2 (19) |
|                  |        | Rajasthan Royals gewinnt mit 8 Wickets |   |                             |

| 9. Mai Scorecard | Pune | Kolkata Knight Riders 152-6 (20)          | – | Pune Warriors 106 (19.3) |
|                  |      | Kolkata Knight Riders gewinnt mit 46 Runs |   |                          |

| 10. Mai Scorecard | Delhi | Royal Chall. Bangalore 183-4 (20)              | – | Delhi Daredevils 179-7 (20) |
|                   |       | Royal Challengers Bangalore gewinnt mit 4 Runs |   |                             |

| 11. Mai Scorecard | Pune | Pune Warriors 112-8 (20)             | – | Mumbai Indians 116-5 (18.5) |
|                   |      | Mumbai Indians gewinnt mit 5 Wickets |   |                             |

| 11. Mai Scorecard | Mohali | Sunrisers Hyderabad 150-7 (20)          | – | Kings XI Punjab 120-9 (20) |
|                   |        | Sunrisers Hyderabad gewinnt mit 30 Runs |   |                            |

| 12. Mai Scorecard | Ranchi | Royal Chall. Bangalore 115-9 (20)           | – | Kolkata Knight Riders 116-5 (19.2) |
|                   |        | Kolkata Knight Riders gewinnt mit 5 Wickets |   |                                    |

| 12. Mai Scorecard | Jaipur | Chennai Super Kings 141-4 (20)         | – | Rajasthan Royals 144-5 (17.1) |
|                   |        | Rajasthan Royals gewinnt mit 5 Wickets |   |                               |

| 13. Mai Scorecard | Mumbai | Sunrisers Hyderabad 178-3 (20)       | – | Mumbai Indians 184-3 (19.3) |
|                   |        | Mumbai Indians gewinnt mit 7 Wickets |   |                             |

| 14. Mai Scorecard | Bangalore | Royal Chall. Bangalore 174-5 (20)     | – | Kings XI Punjab 176-3 (18.1) |
|                   |           | Kings XI Punjab gewinnt mit 7 Wickets |   |                              |

| 14. Mai Scorecard | Chennai | Chennai Super Kings 168-4 (20)          | – | Delhi Daredevils 135-9 (20) |
|                   |         | Chennai Super Kings gewinnt mit 33 Runs |   |                             |

| 15. Mai Scorecard | Ranchi | Pune Warriors 170-4 (20)         | – | Kolkata Knight Riders 163-7 (20) |
|                   |        | Pune Warriors gewinnt mit 7 Runs |   |                                  |

| 15. Mai Scorecard | Mumbai | Mumbai Indians 166-8 (20)          | – | Rajasthan Royals 152-7 (20) |
|                   |        | Mumbai Indians gewinnt mit 14 Runs |   |                             |

| 16. Mai Scorecard | Dharamshala | Kings XI Punjab 171-4 (20)         | – | Delhi Daredevils 164-7 (20) |
|                   |             | Kings XI Punjab gewinnt mit 7 Runs |   |                             |

| 17. Mai Scorecard | Hyderabad | Sunrisers Hyderabad 136-9 (20)          | – | Rajasthan Royals 113-9 (20) |
|                   |           | Sunrisers Hyderabad gewinnt mit 23 Runs |   |                             |

| 18. Mai Scorecard | Dharamshala | Kings XI Punjab 183-8 (20) | – | Mumbai Indians 133 (19.1) |
|                   |             | Kings XI Punjab            |   |                           |

| 18. Mai Scorecard | Bangalore | Royal Chall. Bangalore 106-2 (8/8)              | – | Chennai Super Kings 82-6 (8) |
|                   |           | Royal Challengers Bangalore gewinnt mit 24 Runs |   |                              |

| 19. Mai Scorecard | Pune | Pune Warriors 172-5 (20)          | – | Delhi Daredevils 134-9 (20) |
|                   |      | Pune Warriors gewinnt mit 38 Runs |   |                             |

| 19. Mai Scorecard | Hyderabad | Kolkata Knight Riders 130-7 (20)          | – | Sunrisers Hyderabad 132-5 (18.5) |
|                   |           | Sunrisers Hyderabad gewinnt mit 5 Wickets |   |                                  |

### Playoffs
|  | Halbfinale (semi-finals) | Halbfinale (semi-finals) | Halbfinale (semi-finals) |            |                  | Vorschlussrunde (final) | Vorschlussrunde (final) | Vorschlussrunde (final) |                |            | Finale (grand final) | Finale (grand final) | Finale (grand final) |
|  |                          |                          |                          |            |                  |                         |                         |                         |                |            |                      |                      |                      |
|  | 1                        | Chennai Super Kings      | 192/1 (20)               |            |                  |                         |                         |                         |                |            |                      |                      |                      |
|  | 2                        | Mumbai Indians           | 144 (18.4)               |            |                  |                         |                         |                         |                | 1          | Chennai Super Kings  | 125/9 (20)           |                      |
|  | 2                        | Mumbai Indians           | 144 (18.4)               | 2          | Mumbai Indians   | 169/6 19.5)             |                         |                         |                | 1          | Chennai Super Kings  | 125/9 (20)           |                      |
|  |                          |                          |                          | 2          | Mumbai Indians   | 169/6 19.5)             |                         | 2                       | Mumbai Indians | 148/9 (20) |                      |                      |                      |
|  |                          | 3                        | Rajasthan Royals         | 165/6 (20) |                  |                         |                         | 2                       | Mumbai Indians | 148/9 (20) |                      |                      |                      |
|  | 3                        | 3                        | Rajasthan Royals         | 165/6 (20) | Rajasthan Royals | 135/6 (19.2)            |                         |                         |                |            |                      |                      |                      |
|  | 3                        |                          |                          |            | Rajasthan Royals | 135/6 (19.2)            |                         |                         |                |            |                      |                      |                      |
|  | 4                        | Sunrisers Hyderabad      | 132/7 (20)               |            |                  |                         |                         |                         |                |            |                      |                      |                      |

#### Spiel A
| 21. Mai Scorecard | Chennai | Chennai Super Kings 192-1 (20)          | – | Mumbai Indians 144 (18.4) |
|                   |         | Chennai Super Kings gewinnt mit 47 Runs |   |                           |

#### Spiel B
| 22. Mai Scorecard | Chennai | Sunrisers Hyderabad 132-7 (20)         | – | Rajasthan Royals 135-6 (19.2) |
|                   |         | Rajasthan Royals gewinnt mit 4 Wickets |   |                               |

#### Spiel C
| 24. Mai Scorecard | Kalkutta | Rajasthan Royals 165-6 (20)          | – | Mumbai Indians 169-6 (19.5) |
|                   |          | Mumbai Indians gewinnt mit 4 Wickets |   |                             |

#### Finale
| 26. Mai Scorecard | Kalkutta | Mumbai Indians 148-9 (20)          | – | Chennai Super Kings 125-9 (20) |
|                   |          | Mumbai Indians gewinnt mit 23 Runs |   |                                |